# Volkhard Mindemann
Volkhard Mindemann, auch Volchard Mindemann (* 26. April 1705 in Bremen; † 15. Mai 1781 in Bremen), war ein Jurist sowie Bremer Ratsherr und Bürgermeister.

## Leben
Mindemann studierte Rechtswissenschaften in Bremen, Pressburg und Halle. 1727 bis 1729 war er als Legationssekretär an der bremischen Gesandtschaft in Wien tätig; bei seiner Rückkehr nach Bremen wurde er 1729 Sekretär der Bremer Ratskanzlei (Stadtsekretär). 1736 wurde er Ratsherr im Bremer Rat. Vom 30. Oktober 1749 bis zu seinem Tod war er Bürgermeister als Nachfolger von Daniel von Büren IV, ihm folgte als Bürgermeister Albrecht Gröning.
Er war ein Förderer der 1748 gegründeten Bremischen Deutschen Gesellschaft.
Sein Enkel war der Arzt und Schriftsteller Nikolaus Meyer.